# Lipień bajkalski
Lipień bajkalski, czarny lipień bajkalski (Thymallus baicalensis) – gatunek ryby łososiokształtnej zaliczanej do lipieniowatych.

## Występowanie
Syberia południowa – Bajkał i jego dopływy.
W Polsce jest gatunkiem obcym, który wyginął. Na tereny Polski przybył w 1973 jako gatunek inwazyjny z Czechosłowacji, gdzie był introdukowany. W wyniku powodzi wydostał się z ośrodka zarybieniowego Hynčice rzeką Ścinawką do Nysy Kłodzkiej, w której następnie w latach siedemdziesiątych obserwowano pojedyncze osobniki tego gatunku. Potem wyginął lub skrzyżował się z rodzimym lipieniem europejskim.